# 伝教師
伝教師（でんきょうし, 英語: catechist カテキスト, ロシア語: Катехизатор カテヒザートル）は正教会で教役者に数えられる役割。伝教者とも言い、いずれも日本正教会で用いられる正式な用語である。正教の教えを伝道する事に専念する役職である。カトリック教会ではカテキスタに相当する。

## 概要
正教会の神品（主教・司祭・輔祭）のうち、司祭・輔祭は結婚、妻帯することができるが、この場合はあくまでも輔祭に叙聖される前(地域によっては副輔祭に祝福される前)に結婚していなくてはならない。独身で神学校を卒業した妻帯希望者が結婚して神品機密を受けるまでの間伝教師の任に当たるケースや、結婚後でも神品に叙聖されるまでの期間を伝教師として奉職するケースが現在の日本正教会においては多い。
なお、現在の日本正教会では伝教師は副輔祭に任じられている事が多いが、伝教師は必ずしも副輔祭でなければならないという訳ではない。副輔祭は奉神礼における役割を果たす役職であり、伝教師は伝道に当たる任務を果たす役職である。両者は次元の異なる役割である。
従って
- 副輔祭であり、かつ伝教師である。
- 副輔祭ではないが、伝教師である。
- 副輔祭ではあるが、伝教師ではない。

のいずれのパターンも有り得るのであり、実際いずれも存在している。
この事から、正教会にあっては神品・副輔祭の任に就く事が無い女性も、女性伝教師となっている事例も存在する。ただし日本正教会には現在、女性伝教師は存在しない。
地方では特に主教品から、その教会付の伝教師として、いわゆる「堂守り」の役割を任されている場合もある。